# 摩氏硬殼寄居蟹
摩氏硬殼寄居蟹（学名：Calcinus morgani）为活額寄居蟹科硬殼寄居蟹屬下的一个种。